# Mazères (Ariège)
Mazères település Franciaországban, Ariège megyében. Lakosainak száma 3866 fő (2022. január 1.). Mazères Gaudiès, Montaut, Saverdun, Belpech, Molandier, Calmont és Gibel községekkel határos.

## Népesség
A település népességének változása:
| Lakosok száma | 2192 | 2355 | 2519 | 3127 | 3795 | 3826 | 3877 | 3873 | 3872 | 3866 |
|               | 1968 | 1982 | 1990 | 2006 | 2013 | 2015 | 2017 | 2019 | 2020 | 2022 |

## Híres emberek
Itt halt meg és itt van eltemetve Valois Mária orléans-i hercegnő.